# Friedrich Bernbeck
Friedrich Bernbeck (auch Arctocopus; * 1511 in Kitzingen; † 20. Juni 1570 ebenda) war Bürgermeister und Gestalter der Reformation in Kitzingen.

## Leben
Gemeinsam mit Paul Eber aufgewachsen, besuchte er mit diesem das Gymnasium in Nürnberg und im Anschluss die Universität Wittenberg. In Wittenberg lernte er Philipp Melanchthon und Joachim Camerarius den Älteren kennen. Er studierte Philosophie und die Rechtswissenschaften. Als seine Eltern starben, wurde er nach Kitzingen zurückberufen, wo er das Erbe seiner Eltern antreten musste. In den Rat von Kitzingen gewählt, wirkte er vor allem an der Einführung der Reformation in seinem Heimatort mit. 
So arbeitete er mit die Satzungen für die Schulen aus, stellte neue Lehrer an und arbeitete die Statuten des Hospitals aus. Diese dienten später in Ansbach und Würzburg als Muster für die dortige Gestaltung der Reformation. 1539, 1545, 1551, 1552 und 1562 wurde er zum Bürgermeister seiner Geburtsstadt gewählt und stand in ständigem brieflichen Kontakt mit Melanchthon, dessen Rat er sich oft einholte. 
Als Vertreter der Stadt hatte er oft mit den Würzburger Bischöfen Melchior Zobel von Giebelstadt und Friedrich von Wirsberg zu tun, bei denen er die Interessen der Stadt Kitzingen vertrat. Er legte auch die Grundlagen des Kitzinger Weinhandels und wurde als Schriftsteller tätig. So veröffentlichte er unter seinem griechisch abgeleiteten Gelehrtennamen Arctocopus 1562 seine „Historia populi judaici“ in Wittenberg.
Die Friedrich-Bernbeck-Schule. Staatliche Wirtschaftsschule Kitzingen in seiner Geburtsstadt ist nach Bernbeck benannt.